# Scottie Pippen
Scotty Maurice 'Scottie' Pippen (Hamburg, 25 de setembro de 1965) é um ex-basquetebolista norte-americano que atuava como ala. Um dos maiores ídolos da história do Chicago Bulls, Pippen jogou 17 temporadas na National Basketball Association (NBA), vencendo seis títulos da NBA com o time. Juntamente com Michael Jordan, desempenhou um papel importante na transformação dos Bulls e na popularização da NBA em todo o mundo durante a década de 1990.
Considerado um dos maiores alas de todos os tempos, Pippen foi nomeado para a Primeira Equipe Defensiva da NBA oito vezes consecutivas e para a Primeira Equipe All-NBA três vezes. Ele foi nomeado um dos 50 Maiores Jogadores da História da NBA durante a temporada de 1996–97 e é um dos quatro jogadores a ter sua camisa aposentada pelo Chicago Bulls (os outros são Jerry Sloan, Bob Love e Michael Jordan).
Pippen é o único jogador da NBA a ganhar o título da NBA e a medalha de ouro olímpica no mesmo ano duas vezes (1992 e 1996). Ele fazia parte do "Dream Team" olímpico dos EUA em 1992, que venceu seus oponentes em uma média de 44 pontos.
Pippen é duas vezes participante do Hall da Fama do Basquetebol (por sua carreira individual e como membro do "Dream Team"), tendo sido indicado para ambos em 13 de agosto de 2010. Em 8 de dezembro de 2005, o Chicago Bulls aposentou seu número 33, enquanto sua faculdade, a Universidade do Arkansas, também aposentou seu número 33 no dia 21 de janeiro de 2010.

## Infância e primeiros anos
Scottie Pippen era o caçula de 12 filhos, filhos de Ethel e Preston Pippen. Seus pais não tinham dinheiro para mandar os outros filhos para a faculdade. Seu pai trabalhou em uma fábrica de papel até o dia em que teve um acidente vascular cerebral. Como sequelas, Preston perdeu a fala e ficou sem mobilidade.
Pippen frequentou a Hamburg High School. Jogando como armador, ele liderou sua equipe para os playoffs estaduais mas não recebeu nenhuma bolsa de estudos. 
Ele frequentou a University of Central Arkansas em Conway, depois de ser descoberto pelo então técnico da UCA, Don Dyer. Ele não recebeu muito reconhecimento na faculdade porque eles jogavam jogava em uma pequena divisão. Sua média por jogo de 23,6 pontos, 10 rebotes, 4,3 assistências e quase 60% de arremessos certos fez dele um jogador dominante na Conferência Intercolegial do Arkansas, chamando a atenção dos olheiros da NBA.

## Carreira na NBA

### Chicago Bulls

#### Início de carreira (1987–1990)
Pippen foi escolhido pelo Seattle SuperSonics como a 5° escolha geral no Draft da NBA de 1987. Ele foi negociado 24 horas antes para o Chicago Bulls.
Scottie fez sua estréia na NBA em 7 de novembro de 1987, quando o Chicago Bulls enfrentou o Philadelphia 76ers. Ele terminou o jogo com 10 pontos, 2 roubadas de bola, 4 assistências e 1 rebote em 23 minutos de jogo.
Com Michael Jordan como mentor motivacional e instrucional, Pippen aprimorou suas habilidades e lentamente desenvolveu muitas novas ao longo de sua carreira. Jordan e Pippen frequentemente treinavam nas horas vagas para aprimorar as habilidades.
Pippen conquistou a posição de titular durante os playoffs da NBA de 1988, ajudando os Bulls a chegar às semifinais da conferência pela primeira vez em mais de uma década. Ele ajudou a levar os Bulls para as finais da Conferência Leste em 1989 e 1990, mas foi eliminado pelo Detroit Pistons nas duas vezes. Na final de 1990, Pippen sofreu uma forte enxaqueca no início do Jogo 7 que afetou sua jogabilidade.
Nessas três temporadas, ele teve médias de 30.8 minutos, 12.9 pontos, 5.5 rebotes, 3.7 assistências, 1.9 roubadas de bolas e 0.9 bloqueios.

#### Primeiro tricampeonato dos Bulls (1991-1993)
Na temporada de 1990–91, Pippen emergiu como a principal barreira defensiva dos Bulls e uma ameaça versátil de pontuação no "ataque de triângulo" de Phil Jackson. Juntamente com a ajuda de Michael Jordan, Scottie continuou a melhorar seu jogo. Ele teve seu primeiro triplo-duplo em 23 de novembro com 13 pontos, 12 assistências e 13 rebotes em 30 minutos em uma vitória por 105-97 sobre o Los Angeles Clippers. Ele teve seu segundo triplo-duplo contra o Indiana Pacers em 22 de dezembro com 18 pontos, 11 assistências e 10 rebotes em 41 minutos de jogo. Pippen teve seu terceiro e último triplo-duplo da temporada em 4 de abril contra o New York Knicks com 20 pontos, 12 assistências e 10 rebotes.
Os Bulls terminaram a temporada com um recorde de 61–21. Eles foram os primeiros na Divisão Central, primeiro na Conferência Leste e segundo no geral. Pippen foi o segundo na equipe em pontos por jogo com 17,8 e foi o segundo em rebotes por jogo com 7,3 ao lado de Horace Grant. Pippen liderou a equipe em bloqueios por jogo com 1.1 e assistências por jogo com 6.2. Por seus esforços na temporada de 1990–91, Pippen foi selecionado para a Segunda Equipe Defensiva da NBA. Os Bulls derrotaram o Los Angeles Lakers nas finais da NBA de 1991.
Ele ajudou a liderar o Bulls no primeiro tricampeonato, vencendo nos dois anos seguintes em 1992 e 1993. Nessas três temporadas, ele teve médias de 38.0 minutos, 19.1 pontos, 7.5 rebotes, 6.5 assistências, 2.1 roubadas de bolas e 1.1 bloqueios.

#### Pippen sem Jordan (1993–1995)
Michael Jordan se aposentou antes da temporada de 1993–94 e, na sua ausência, Pippen emergiu da sombra de Jordan. Naquele ano, ele ganhou o prêmio de MVP do All-Star Game e liderou o Bulls com médias de 22,0 pontos, 8,7 rebotes, 5,6 assistências, 2,9 roubadas de bola e 0,8 bloqueios por jogo. Por seus esforços, ele conquistou a primeira de três seleções para a Primeira Equipe da NBA e terminou em terceiro na votação para MVP. Os Bulls (com acréscimos importantes de Toni Kukoč, Steve Kerr e Luc Longley) terminou a temporada com 55 vitórias, apenas duas a menos que no ano anterior.
No entanto, um dos momentos mais controversos da carreira de Pippen ocorreu em seu primeiro ano sem Jordan. Nos playoffs da NBA de 1994, as semifinais da Conferência Leste colocaram os Bulls contra o New York Knicks. Em 13 de maio de 1994, Phil Jackson precisava de uma grande jogada de sua equipe para ter alguma chance de chegar às finais da conferência. Com 1,8 segundos restantes e o placar empatado em 102, Jackson desenhou a última jogada para a cesta de Toni Kukoč. Pippen ficou tão irritado com a decisão de Jackson que se recusou a deixar o banco e voltar ao jogo. Embora Kukoč tenha acertado o arremesso, houve pouca comemoração dos Bulls. "Scottie pediu para sair da jogada", disse Jackson a repórteres momentos depois na entrevista pós-jogo. Steve Kerr disse depois: "Não sei o que aconteceu com Pippen. Ele é um ótimo companheiro de equipe e talvez a pressão estivesse chegando a ele e ele simplesmente não aguentava mais, ninguém sabe ao certo mas ele é um jogador da equipe".
Os rumores sobre uma troca envolvendo Pippen aumentaram durante a entressafra de 1994. Jerry Krause, gerente geral dos Bulls, estava planejando enviar Pippen para o Seattle SuperSonics em troca de Shawn Kemp. Em janeiro, quando perguntado se ele achava que seria negociado, Pippen respondeu: "Espero que sim". No entanto, Pippen continuaria na equipe e esses rumores foram encerrados assim que foi anunciado que Michael Jordan voltaria aos Bulls.
Os Bulls liderados por Pippen não jogaram tão bem na temporada de 1994–95 quanto na temporada anterior. De fato, pela primeira vez em anos, eles corriam o risco de não ir aos playoffs. Os Bulls tinham um recorde de apenas 34-31, antes do retorno de Jordan para os 17 jogos finais. Jordan levou a equipe para um recorde de 13-4 para fechar a temporada regular. Ainda assim, Pippen terminou a temporada de 1994–95, liderando os Bulls em todas as principais categorias estatísticas - pontos, rebotes, assistências, roubadas de bola e tocos.
Nesse período sem Jordan, Pippen teve médias de 38.2 minutos, 21.7 pontos, 8.4 rebotes, 5.4 assistências, 2.9 roubadas de bolas e 1.0 tocos.

#### Segundo tricampeonato dos Bulls (1996–1998)
Com o retorno de Michael Jordan e a adição de Dennis Rodman, os Bulls registraram o melhor recorde da temporada regular na história da NBA na época (72-10) na temporada de 1995–96, a caminho de conquistar seu quarto título contra o Seattle SuperSonics.

Os banners dos titulos do Chicago Bulls que estão pendurados no United Center

Os Bulls abriram a temporada de 1996–97 com um recorde de 17-1 e teve um recorde de 42-6 no intervalo para o All-Star. Pippen e Jordan foram selecionados como um dos 50 Maiores Jogadores da NBA na comemoração da 50ª temporada. Quando a liga entrou em suas últimas semanas, os Bulls encontraram seus primeiros grandes obstáculos para vencer seu 5º título da NBA, pois perdeu vários de seus principais jogadores, como Bill Wennington, que tinha um tendão rompido no pé esquerdo, Dennis Rodman, que machucou o joelho e Toni Kukoč, que teve uma sola inflamada no pé direito. Isso colocou ainda mais pressão sobre Scottie e Michael para tentar impedir Chicago de perder mais jogos. Chicago terminou com o melhor recorde da liga com 69–13 e com o 5° título da NBA.
Em meio a especulações de que a temporada de 1997–98 seria a última em Chicago para Pippen, Jordan e Jackson, os Bulls conquistaram o seu segundo tricampeonato. Nessa sequencia, Pippen teve médias de 37.3 minutos, 19.7 pontos, 6.2 rebotes, 5.8 assistências, 1.8 roubadas de bolas e 0.7 bloqueios.

### Houston Rockets (1998–1999)
Na temporada de 1998–99, depois de onze temporadas no Chicago Bulls, Pippen, o segundo de todos os tempos em pontos, assistências e roubadas de bola na história da franquia, foi negociado para o Houston Rockets em troca de Roy Rogers e Jake Voskuhl. A ida de Pippen para Houston recebeu muita publicidade, incluindo sua única capa solo da Sports Illustrated. Para que os Rockets criassem um teto salarial suficiente para adquirir Pippen, Charles Barkley disse que se sacrificou bastante ao assinar um contrato de cinco anos com 67,2 milhões de dólares antes da temporada anterior. O salário de Pippen era de 11 milhões de dólares, quase quatro vezes o seu salário da temporada anterior com o Chicago Bulls, 2 milhões e 775 mil dólares.
Além de Barkley, ele também se uniu a Hakeem Olajuwon, mas havia problemas de química, especialmente com Barkley. Pippen teve seu primeiro triplo-duplo em uma derrota por 93-87 contra o Atlanta Hawks com 15 pontos, 10 rebotes e 11 assistências.
Em 22 de abril de 1999, Pippen foi detido pela polícia, sob suspeita de dirigir embriagado. As acusações foram retiradas posteriormente devido a evidências insuficientes.
Ele teve seu segundo triplo-duplo da temporada, em com uma derrota de 106-101 contra o Los Angeles Clippers, com 23 pontos, 10 assistências e 10 rebotes. Apesar da média de uma média alta de minutos por jogo com 40,2 e terminando em 4º na NBA em minutos jogados, Pippen obteve uma média de 14,5 pontos por jogo, a mais baixa desde o seu ano de estreia. Ele também teve médias de 6,5 rebotes e 5,9 assistências e foi nomeado para a Primeira Equipe Defensiva da NBA pela 8ª vez.
Os Rockets terminaram a temporada com um recorde de 31-19, terminando em terceiro na Divisão Centro-Oeste e em quinto na Conferência Oeste. Eles enfrentaram o Los Angeles Lakers na primeira rodada dos playoffs. No Jogo 3 da série, Pippen marcou 37 pontos, 13 rebotes, quatro assistências e um toco para evitar a eliminação. Os Lakers venceriam a série no jogo seguinte, derrotando os Rockets por 98-88.
Após o final da temporada e a eliminação dos Rocket dos playoffs, Pippen expressou que queria ser negociado. Charles Barkley apareceu no Up Close e criticou abertamente Pippen dizendo: "Me decepcionou bastante. Os Rockets se esforçaram para conseguir Scottie e os fãs o trataram bem, então eu estou apenas decepcionado com ele". Pippen  afirmou que as principais razões para sua partida foram o egoísmo de Barkley e sua falta de desejo de vencer. Ele também expressou o desejo de jogar por seu ex-técnico Phil Jackson, que agora treinava o Los Angeles Lakers. Scottie disse que uma das razões pelas quais ele quer jogar por Jackson é porque ele deseja voltar ao sistema em que conquistaram seis títulos da NBA juntos em Chicago.
Pippen foi negociado pelo Houston Rockets para o Portland Trail Blazers em 2 de outubro de 1999, em troca de Stacey Augmon, Kelvin Cato, Ed Gray, Carlos Rogers, Brian Shaw e Walt Williams.

### Portland Trail Blazers (1999–2003)
Jogando ao lado de novas estrelas como Rasheed Wallace e Steve Smith, Pippen continuou a demonstrar suas capacidades defensivas, mesmo após o seu auge. No dia 3 de janeiro, quando os Trail Blazers enfrentaram os Bulls, Pippen foi homenageado com um vídeo destacando seus melhores momentos em seus 11 anos de carreira nos Bulls. Ele comentou mais tarde sobre o tributo, dizendo: "Foi muito emocionante para mim, mas tentei lidar com isso da melhor maneira possível, percebendo que tinha um jogo para jogar. Foi algo que trouxe muitas lembranças para mim, muito de coisas que sinto falta nesta cidade, jogando nesta arena".
Sob o comando do treinador Mike Dunleavy, os Trail Blazers registrou um recorde de 59–23 e conquistou o segundo lugar na Divisão do Pacífico e o terceiro lugar na Conferência Oeste. Pippen jogou em todos os 82 jogos da temporada e teve médias de 12,5 pontos por jogo, 5 assistências e 6,3 rebotes por jogo. Eles derrotaram o Minnesota Timberwolves e o Utah Jazz antes de chegarem as finais da Conferência Oeste. Lá, eles enfrentaram o Los Angeles Lakers, treinado por Phil Jackson, ex-técnico de Pippen em Chicago. A série foi esticada para um jogo decisivo 7, no qual os Trail Blazers detinham uma vantagem de 15 pontos no quarto quarto. No entanto, liderados pela dupla Kobe Bryant e Shaquille O'Neal, os Lakers conseguiram vencer o jogo por 89 a 84 e com isso ganharam também a série.
Na temporada de 2000–01, Pippen foi forçado a perder 18 jogos, devido a uma tendinite no cotovelo do braço direito. Ele começou a ser incomodado por lesões leves em dezembro, mas ainda conseguiu jogar. Pippen terminou a temporada com médias de 11,3 pontos, 4,6 assistências e 5,2 rebotes. Os Trail Blazers terminaram a temporada com um recorde de 50–32, ficando em quarto na Divisão do Pacífico e em sétimo na Conferência Oeste. Eles foram varridos na primeira rodada dos playoffs pelo Los Angeles Lakers.
Pippen jogou por mais duas temporadas em Portland: o Trail Blazers chegou aos playoffs nos dois anos, mas foi eliminado na primeira fase.

### Retorno a Chicago (2003–2004)
Após a temporada de 2002–03, Pippen deixou Portland para voltar ao Chicago Bulls. Ele assumiu um papel de veterano na equipe, a fim de guiar a equipe jovem dos Bulls, mas enfrentou inúmeras lesões ao longo da temporada e só conseguiu jogar 23 jogos, tendo médias de 5,9 pontos, 2,2 assistências e 3,0 rebotes por jogo.
Ele jogou o jogo final de sua carreira na NBA contra o Seattle SuperSonics no dia 2 de fevereiro de 2004, registrando dois pontos, três assistências e um rebote em oito minutos de jogo.
Os Bulls compilou um recorde de 23-59 e não se classificou para os playoffs. Isso marcaria a primeira vez na carreira de Pippen que seu time não alcançou os playoffs.
Em 5 de outubro de 2004, Pippen anunciou sua aposentadoria.

## Aposentadoria

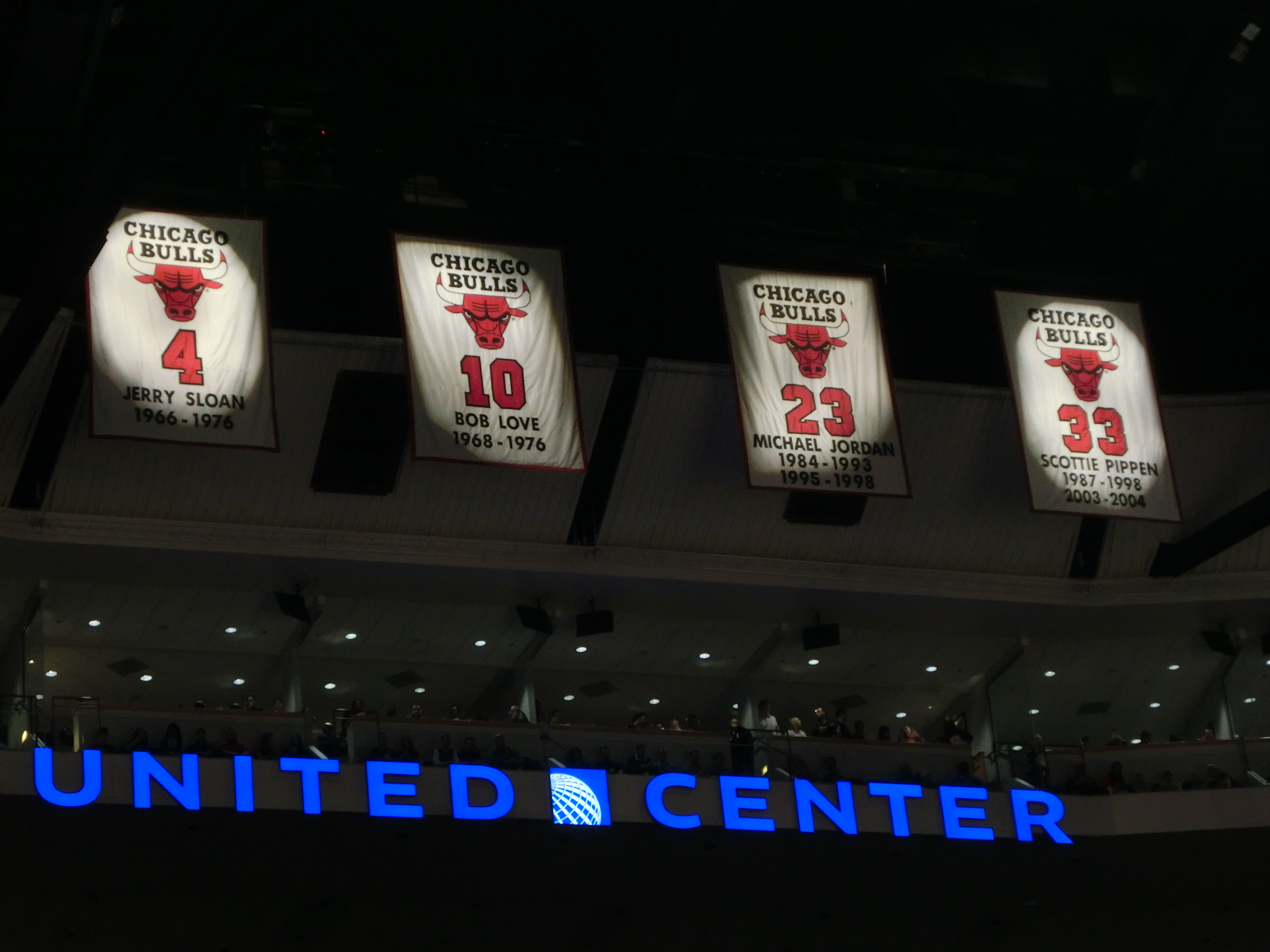
A camisa aposentada de Pippen (33) está pendurada nas vigas do United Center

O Chicago Bulls aposentou a camisa de Pippen em uma cerimônia em 9 de dezembro de 2005. O time jogou contra o Los Angeles Lakers naquela noite e Pippen se reuniu com Phil Jackson, Michael Jordan, Dennis Rodman e Horace Grant durante a cerimônia. A camisa 33 de Pippen juntou-se a 23 de Michael Jordan, a 10 de Bob Love e a camisa 4 de Jerry Sloan como os únicos números aposentados pelos Bulls.

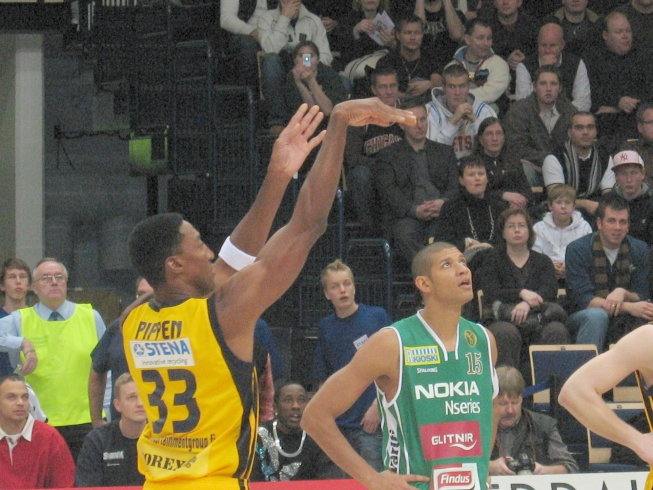
Pippen jogando na Europa em 2008

Em janeiro de 2008, Pippen retornou brevemente ao basquete profissional aos 42 anos, quando fez uma excursão pela Escandinávia e jogou dois jogos pelo time principal da liga finlandesa Torpan Pojat (ToPo) e pelo time principal da liga sueca Sundsvall. Em seu primeiro jogo, no dia 4 de janeiro, Pippen marcou 12 pontos na vitória de ToPo por 93-81 sobre o Porvoo. Já no dia 5 de janeiro, ele registrou nove pontos e nove rebotes na vitória de 98-85 sobre o Honka.
Pippen voltou aos Bulls em 15 de julho de 2010, como embaixador da equipe. Em 2012, ele foi nomeado consultor sênior de Michael Reinsdorf, presidente dos Bulls.
No dia 17 de março de 2011, o Chicago Bulls anunciou que honraria Pippen com uma estátua de bronze que será colocada dentro da arena dos Bulls, o United Center. Ele expressou sua gratidão dizendo:
| “ | As palavras realmente não podem expressar meus sentimentos. É algo que você sonha quando criança, mas nunca pode prever que se tornem realidade. Você vê estátuas de pessoas que fizeram grandes coisas e deixaram sua marca na história, mas como jogador de basquete, você nunca pensa em chegar a esse ponto. É uma honra incrível que o Chicago Bulls faça isso por mim. | ” |

A estátua foi inaugurada no dia 7 de abril, durante uma cerimônia no intervalo de um jogo entre o Chicago Bulls e o Boston Celtics.

## Estilo de jogo
Pippen era famoso por suas habilidades defensivas, tendo sido selecionado para a Equipe Defensiva da NBA por dez anos consecutivos durante sua carreira. Phil Jackson certa vez o descreveu como uma "tripulação para destruir".
Pippen é um dos três jogadores da NBA a registrar 200 roubadas de bola e 100 bloqueios em uma temporada e ele é o segundo maior em roubos de bola nos playoffs (395), atrás apenas de LeBron James.

## Vida pessoal

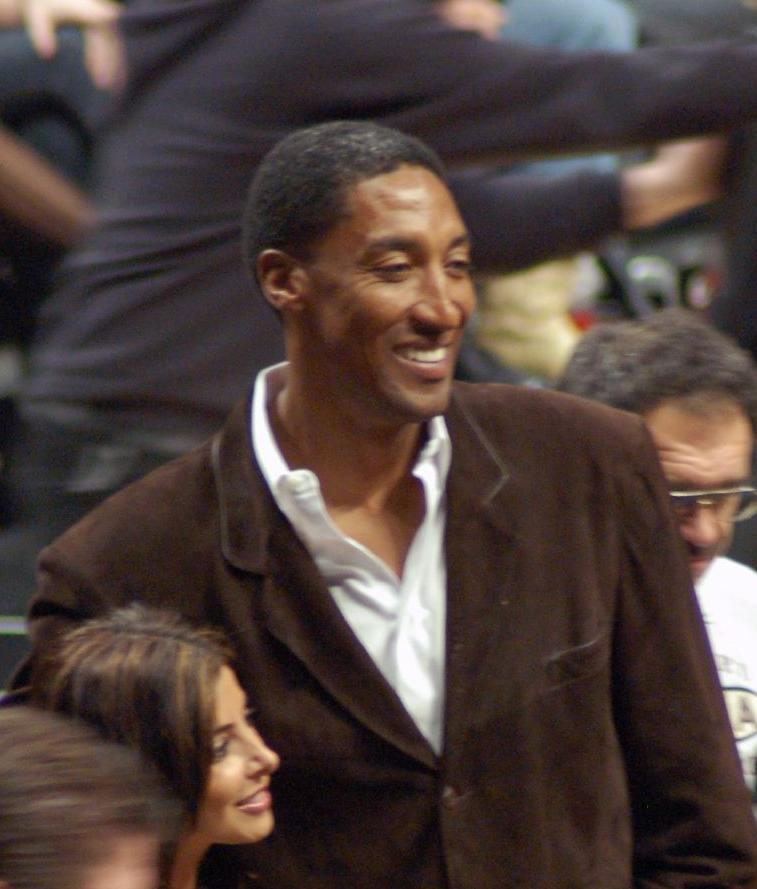
Pippen e sua esposa Larsa assistindo a um jogo do Chicago Bulls em dezembro de 2006

Embora seu nome esteja escrito Scotty em sua certidão de nascimento, Pippen geralmente usa Scottie.
Pippen foi casado duas vezes: Karen McCollum (casado em 1988; divorciado em 1990) com quem tem um filho, Antron Pippen (1987-2021), e com Larsa Younan (casado em 1997), com quem tem quatro filhos, Scotty Pippen Jr. (nascido em 2000), Preston Pippen (nascido em 2002), Justin Pippen (nascido em 2007) e Sophia Pippen (nascida em 2008). Pippen também tem uma filha, Sierra Pippen (nascida em 1995), com sua ex-noiva Yvette De Leon e uma filha, Taylor Pippen (nascida em 1994), com a ex-namorada e modelo Sonya Roby.
Pouco depois de se aposentar, Pippen descobriu que um consultor financeiro, a quem Pippen alegou ter sido recomendado por sua equipe, estava sob investigação por fraude bancária. Pippen havia investido mais de 20 milhões de dólares através do consultor Robert Lunn. Em março de 2016, Lunn foi condenado a três anos de prisão por várias acusações de fraude, incluindo forjar a assinatura de Pippen em um empréstimo de 1,4 milhão de dólares que ele usou para pagar dívidas pessoais.
Em 11 de julho de 2013, Camran Shafighi entrou com uma ação de 4 milhões de dólares contra Pippen no Tribunal Superior de Los Angeles por um incidente ocorrido em 23 de junho de 2013, no restaurante Nobu, em Malibu. Shafighi disse que foi fisicamente atacado por Pippen depois de tirar fotos dele dentro e fora do restaurante. Shafighi foi então levado para um hospital. Em 27 de agosto de 2013, a promotoria do condado de Los Angeles anunciou que não seriam apresentadas acusações contra Pippen.
Pippen é um defensor da pesquisa para câncer infantil.
O sobrinho de Pippen, Kavion Pippen, joga basquete universitário em Universidade do Sul de Illinois.

## Na cultura popular
- Os personagens de Scottie Pippen e Michael Jordan foram retratados no primeiro episódio da 11ª temporada de Family Guy, intitulado "Into Fat Air".[45]
- Pippen foi destaque em um videogame intitulado Slam City with Scottie Pippen. O jogo é um videogame de basquete desenvolvido pela Digital Pictures para PC, Sega CD e Sega 32X.[46]
- A famosa enterrada de Pippen sobre Patrick Ewing foi apresentado em um documentário lançado pela TNT intitulado "Posterized".[47]
- Em 1996, Scottie Pippen apareceu no programa de TV, ER, no episódio da segunda temporada "Baby Shower".
- Pippen foi destaque em um segmento do documentário Hardwood Heroes, lançado em 1998. O filme também conta com Clyde Drexler, Glen Rice e outros.
- Em 1998, entre outros jogadores da NBA, ele apareceu como uma participação especial no filme de drama esportivo de Spike Lee, He Got Game.[48]
- Em 2009, Pippen apareceu no filme Midgets vs. Mascots.[49]
- Em 2010, Pippen dublou uma versão animada de si mesmo no episódio "Love Rollercoaster" do The Cleveland Show.[50]
- Em 2015, Scottie apareceu como ele mesmo no episódio 11 do programa de TV, Fresh Off the Boat.[51]
- Em 2015, Scottie fez uma aparição na terceira temporada, episódio 23 do programa de TV, Chicago Fire.[52]

## Estatísticas

### Temporada regular
| Ano      | TIme     | PJ    | MPJ  | AP   | 3P   | LL   | RT  | AS  | BR  | TO  | PPJ  |
| -------- | -------- | ----- | ---- | ---- | ---- | ---- | --- | --- | --- | --- | ---- |
| 1987–88  | Chicago  | 79    | 20.9 | .463 | .174 | .576 | 3.8 | 2.1 | 1.2 | 0.7 | 7.9  |
| 1988–89  | Chicago  | 73    | 33.1 | .476 | .273 | .668 | 6.1 | 3.5 | 1.9 | 0.8 | 14.4 |
| 1989–90  | Chicago  | 82    | 38.4 | .489 | .250 | .675 | 6.7 | 5.4 | 2.6 | 1.2 | 16.5 |
| 1990–91† | Chicago  | 82    | 36.8 | .520 | .309 | .706 | 7.3 | 6.2 | 2.4 | 1.1 | 17.8 |
| 1991–92† | Chicago  | 82    | 38.6 | .506 | .200 | .760 | 7.7 | 7.0 | 1.9 | 1.1 | 21.0 |
| 1992–93† | Chicago  | 81    | 38.6 | .473 | .237 | .663 | 7.7 | 6.3 | 2.1 | 0.9 | 18.6 |
| 1993–94  | Chicago  | 72    | 38.3 | .491 | .320 | .660 | 8.7 | 5.6 | 2.9 | 0.8 | 22.0 |
| 1994–95  | Chicago  | 79    | 38.2 | .480 | .345 | .716 | 8.1 | 5.2 | 2.9 | 1.1 | 21.4 |
| 1995–96† | Chicago  | 77    | 36.7 | .463 | .374 | .679 | 6.4 | 5.9 | 1.7 | 0.7 | 19.4 |
| 1996–97† | Chicago  | 82    | 37.7 | .474 | .368 | .701 | 6.5 | 5.7 | 1.9 | 0.6 | 20.2 |
| 1997–98† | Chicago  | 44    | 37.5 | .447 | .318 | .777 | 5.2 | 5.8 | 1.8 | 1.0 | 19.1 |
| 1998–99  | Houston  | 50    | 40.2 | .432 | .340 | .721 | 6.5 | 5.9 | 2.0 | 0.7 | 14.5 |
| 1999–00  | Portland | 82    | 33.5 | .451 | .327 | .717 | 6.3 | 5.0 | 1.4 | 0.5 | 12.5 |
| 2000–01  | Portland | 64    | 33.3 | .451 | .344 | .739 | 5.2 | 4.6 | 1.5 | 0.6 | 11.3 |
| 2001–02  | Portland | 62    | 32.2 | .411 | .305 | .774 | 5.2 | 5.9 | 1.6 | 0.6 | 10.6 |
| 2002–03  | Portland | 64    | 29.9 | .444 | .286 | .818 | 4.3 | 4.5 | 1.6 | 0.4 | 10.8 |
| 2003–04  | Chicago  | 23    | 17.9 | .379 | .271 | .630 | 3.0 | 2.2 | 0.9 | 0.4 | 5.9  |
| All-Star | All-Star | 7     | 24.7 | .442 | .318 | .625 | 5.6 | 2.4 | 2.4 | 0.9 | 12.1 |
| Carreira | Carreira | 1,178 | 34.9 | .473 | .326 | .704 | 6.4 | 5.2 | 2.0 | 0.8 | 16.1 |

### Playoffs
| Ano      | TIme     | PJ  | MPJ  | AP   | 3P   | LL    | RT   | AS  | BR  | TO  | PPJ  |
| -------- | -------- | --- | ---- | ---- | ---- | ----- | ---- | --- | --- | --- | ---- |
| 1988     | Chicago  | 10  | 29.4 | .465 | .500 | .714  | 5.2  | 2.4 | 0.8 | 0.8 | 10.0 |
| 1989     | Chicago  | 17  | 36.4 | .462 | .393 | .640  | 7.6  | 3.9 | 1.4 | 0.9 | 13.1 |
| 1990     | Chicago  | 15  | 40.8 | .495 | .323 | .710  | 7.2  | 5.5 | 2.1 | 1.3 | 19.3 |
| 1991†    | Chicago  | 17  | 41.4 | .504 | .235 | .792  | 8.9  | 5.8 | 2.5 | 1.1 | 21.6 |
| 1992†    | Chicago  | 22  | 40.9 | .468 | .250 | .761  | 8.8  | 6.7 | 1.9 | 1.1 | 19.5 |
| 1993†    | Chicago  | 19  | 41.5 | .465 | .176 | .638  | 6.9  | 5.6 | 2.2 | 0.7 | 20.1 |
| 1994     | Chicago  | 10  | 38.4 | .434 | .267 | .885  | 8.3  | 4.6 | 2.4 | 0.7 | 22.8 |
| 1995     | Chicago  | 10  | 39.6 | .443 | .368 | .676  | 8.6  | 5.8 | 1.4 | 1.0 | 17.8 |
| 1996†    | Chicago  | 18  | 41.2 | .390 | .286 | .638  | 8.5  | 5.9 | 2.6 | 0.9 | 16.9 |
| 1997†    | Chicago  | 19  | 39.6 | .417 | .345 | .791  | 6.8  | 3.8 | 1.5 | 0.9 | 19.2 |
| 1998†    | Chicago  | 21  | 39.8 | .415 | .228 | .679  | 7.1  | 5.2 | 2.1 | 1.0 | 16.8 |
| 1999     | Houston  | 4   | 43.0 | .329 | .273 | .808  | 11.8 | 5.5 | 1.8 | 0.8 | 18.3 |
| 2000     | Portland | 16  | 38.4 | .419 | .300 | .743  | 7.1  | 4.3 | 2.0 | 0.4 | 14.9 |
| 2001     | Portland | 3   | 39.0 | .421 | .176 | .667  | 5.7  | 2.3 | 2.7 | 0.7 | 13.7 |
| 2002     | Portland | 3   | 33.0 | .409 | .545 | .875  | 9.3  | 5.7 | 1.3 | 0.7 | 16.3 |
| 2003     | Portland | 4   | 18.8 | .409 | .333 | 1.000 | 2.8  | 3.3 | 0.0 | 0.0 | 5.8  |
| Carreira | Carreira | 208 | 39.0 | .444 | .303 | .724  | 7.6  | 5.0 | 1.9 | 0.9 | 17.5 |

Fonte:

## Prêmios e homenagens
- National Basketball Association:
  - 6x Campeão da NBA: 1991, 1992, 1993, 1996, 1997 e 1998
  - NBA All-Star Game MVP: 1994
  - 7x NBA All-Star Game: 1990, 1992, 1993, 1994, 1995, 1996 e 1997
  - 7x All-NBA Team:
    - Primeiro Time: 1994, 1995 e 1996
    - Segundo Time: 1992 e 1997
    - Terceiro Time: 1993 e 1998

  - 10x NBA All-Defensive Team:
    - Primeiro Time: 1992, 1993, 1994, 1995, 1996, 1997, 1998 e 1999
    - Segundo Time: 1991 e 2000

  - Maior número de roubos - 1995.
  - Eleito um dos 50 maiores jogadores da história da NBA.
  - Número 33 aposentado Chicago Bulls.
  - Número 33 aposentado pela Universidade Central do Arkansas

- Seleção dos Estados Unidos:
  - Jogos Olímpicos:
    -  Medalha de Ouro: 1992
    -  Medalha de Ouro: 1996

  - FIBA Americas Championship:
    -  Medalha de ouro: 1992